# Исчезнувшие населённые пункты России
Исчезнувшие населённые пункты России — селения, существовавшие на территории современной России.
В силу разных причин они были покинуты жителями, или включены в состав других населённых пунктов.
В историческое время весомой причиной исчезновения становились стихийные бедствия, военные действия. В последние века — экономические причины, разрушение традиционной хозяйственной деятельности.
По данным Министерства регионального развития Российской Федерации, в 1990—2013 гг. в России исчезло 23 тыс. населѐнных пунктов, из которых 20 тыс. — это деревни и посѐлки. В XX — начале XXI вв. в России исчезло свыше 150 тыс. сельских населѐнных пунктов
В 2002 году было 13086 заброшенных населённых пунктов из 155289. 
В 2010 году опустевшими были 19416 селений из 153124.
На 1 октября 2021 года учтено 153157 сельских населённых пунктов, из них 24751 не имеет постоянного населения. Без учёта Крыма в России учтено 152115 населённых пунктов, в том числе 24743 опустевших. 

## Изучение, сохранение памяти
В 2007 г. принята государственная программа «Исчезнувшие деревни России», начато составление «Книги памяти исчезнувших деревень Российской Федерации».
В ряде регионах издают районные и региональные реестры исчезнувших населённых пунктов.
О. А. Балабейкина пишет: "Для России тема упразднения населенных пунктов, а также
перспектив их последующего восстановления имеет особую актуальность, поскольку в истории государства уже случались периоды
массового снятия с административного учета сел, деревень и иных
типов сельских поселений.
Вплоть до начала 1980-х годов директивы, направленные на ликвидацию поселений, воплощались в жизнь на уровне отдельных
регионов страны, особенно пострадала зона Черноземья. В дальнейшем процессы обезлюдения сел и деревень усугублялись кризисом, сопровождавшим общественно-экономические трансформации конца XX века":97.